# Tanja Zapolski
Tanja Zapolski (født 1980 i Ukraine) er en dansk pianist, der har arbejdet sammen med fremtrædende dirigenter og musikere fra både den klassiske og rytmiske verden. Som solist spiller hun værker fra den tidlige barokmusik til helt moderne kompositioner, elektronisk musik og performance. Som otteårig var Tanja solist med orkester i Haydns klaverkoncert. Som 15-årig blev hun optaget på Det Kongelige Danske Musikkonservatorium (DKDM), og hun har efterfølgende spillet et stort antal klassiske koncerter i Danmark og i udlandet både som solist og kammermusiker.

## Biografi
Tanja Zapolski er født i Ukraine i 1980 og kom til Danmark som 12-årig. er datter af klaverpædagogen Bella Zapolski og violinisten Alexandre Zapolski, som hun tidligt har spillet kammermusik med. I 1992 flyttede hun til Danmark, da hendes far vandt en plads i DR SymfoniOrkestret, og hun begyndte kort tid efter at studere hos Anne Øland og blev i 2001 optaget på Anton Rubinstein Akademi i Düsseldorf. Afsluttende eksamen DKDM i 2003 med højeste karakter. Optaget i solistklassen DKDM i juni 2005 og afsluttede sin uddannelse hos Amalie Malling i 2008.

### Solist med orkester
Hun har blandt andet optrådt som solist med Det kongelige Kapel, Copenhagen Phil, DR SymfoniOrkestret, DR UnderholdningsOrkestret samt Oslo, Helsingborg, Odense, Sønderjyllands og Aarhus Symfoniorkester. Fx Optrådte Zapolski som solist med Det Kongelige Kapels ved Hans Abrahamsens Dobbeltkoncert under ledelse af Berlinerfilharmonikernes chefdirigent Sir Simon Rattle, som ved samme lejlighed fik Léonie Sonnings musikpris. En festkoncert i DR Koncerthuset livetransmiteret på DR1.

### Eksperimenter
Hun eksperimenterede med nye koncertformer allerede ved debutkoncerten fra Det kgl. Danske Musikkonservatorium i 2008, hvor ét langt sammenhængende forløb mellem musik og iscenesættelse af lys, video, tekst flettede sig ind imellem barok på klaver og elektronisk musik på cembalo i Diamanten.
Samme år spillede Tanja Zapolski på Lounge Scenen på Roskilde Festival, hvor hun i samarbejde med komponisten Eblis Alvarez blandede og indierock divaen Jomi Massage elektronisk, rock og ny kompositionsmusik. Hendes arbejde på tværs af genrer har sidenhen budt på samarbejde med alt fra trompetisten Chris Botti over rapperen Per Vers til det århusianske pop-rock orkester tv·2.
1997-2001 spillede Tanja fast som pianist i
Jeunesses Musicales World Orchestra på turneer med bl.a. Anne Sophie Mutter og dirigenten Kurt Masur.

### Dansende igennem genrer
Også på den klassiske musiks hjemmebane har Tanja dyrket sin genrefornyende begejstring. Ved en solokoncert i Tivolis Koncertsal i 2013 havde hun udover klassiske værker af Brahms, Rameau og en uropførelse af jazzkomponisten, professor Carsten Dahl samlet et stærkt hold musikere. Der var både The Piazzolla Orchestra, Trio Zoom, percussionisten Marilyn Mazur og Dj-komponisten Mike Sheridan.

### If power asks why
I 2013 udsendte hun og sangerinden Andrea Pellegrini cd'en "If Power asks why" - der på en unik måde bruger den klassiske musiks virkemidler. Cd'en var produceret af Provo-poeten og musikeren Martin Hall med musik arrangeret af Alexandre Zapolski i samarbejde med Tanja. Sangteksterne af Martin Hall sætter oprørske ord på samfundets stereotype kønsmønstre. At cd'en både blev nomineret til "Årets Album" i det rytmiske musikblad Gaffa og "Lyt til Nyt-prisen" i DR P2 vidner om den genremæssige spændvidde fra sange med pop-præg til mere klassiske.

### Musikteater
Tanja Zapolski har medvirket i talrige teater og balletforestillinger: "Det sårede ansigt" skrevet og instrueret af Howard Barker for 10 skuespillere og to flygeler. Blandt de medvirkende var Ellen Hillingsø og Ann Eleonora Jørgensen. I 2012 spillede hun rollen som rødhætte i en banebrydende musikteaterforestilling med ensemblet Senatet, hvor performance, skuespil, dans og musikopførelse blev kædet sammen af den engelske instruktør Lore Lixenburg. Ligeledes medvirkede hun i danseforestillingen ’32 Variations og Rød’ af Örjan Andersson i Dansehallerne , hvor hun fremførte Beethovens 32 Variationer og ’Rondo G-dur med 15 dansere rundt om flygelet.

## Trio Zoom
Tanja er medstifter af og har spillet i Trio Zoom siden 2003. Trio Zoom er et kammerensemble bestående af 3 solister: Tanja Zapolski (Klaver), Stefan Baur (Saxofon), Ying-Hsueh Chen (Slagtøj).
Trioens vision er at formidle den klassiske musik tradition med friskhed, en innovativ lyd og et stærkt visuelt udtryk. Desuden at inkludere nye og gamle folkloristiske strømninger fra bl.a. Østen, Balkan og Argentina. Trio Zoom har spillet over det meste af landet i kammermusikforeninger, højskoler, kirker og festivaler som Frederiksværk Musikfestival, Hindsgavl Musikfestival, Copenhagen Jazzfestival, Roskilde Festival, Spot og Spor festival. Trioen har fx optrådt på Moscow State Conservatory (store sal) og turneret i Polen.
I 2007 udgav Trio Zoom en Dvd med danmarkshistoriens første klassiske musikvideo med musik af Alexandre Zapolski.

## Opus X Music
Hun er medstifter af og har spillet i ensemblet Opus X Music siden 2012 - en klassisk kvartet der har optrådt på store koncert-venues i bl.a. Los Angeles og Las Vegas. Kvartetten består af Caroline Campbell (violin), Tanja Zapolski (klaver), Lone Madsen (Klarinet) og Kristina Reiko Cooper (Cello).

## The Piazzolla Orchestra
The Piazolla Orchestra består af Bjarke Mogensen (accordeon), Philippe Benjamin Skow (violin), Tanja Zapolski (klaver), Per Arne Ferner (guitar), Jesper Thorn (bas) og Andrea Pellegrini (sang).
I The Piazolla Orchestra har seks solister fundet sammen. Piazzollas musik udspringer af tangoen, men er langt mere raffineret med inspiration fra europæiske komponister som Bach. Han kaldte den selv ”musik af Buenos Aires” med svingende valse, dramatiske sange og fyrige fugaer.
Astor Piazzolla blandede den med jazz, disko, pop og klassisk musik. Det fik han dødstrusler for. Men musikken blev lidt efter lidt anerkendt og har efterhånden slået rod mere ude end i Norden. I 2015 udgav de en musikvideo med Piazzollas passionerede musik. 'Yo Soy Maria' er fra tango-operaen Maria de Buenos Aires. 
Starten var netop den opera, der blev sat op i forbindelse med Copenhagen Opera Festival i 2012. Kernen i forestillingen var mezzosopranen Andrea Pellegrini og accordeonisten Bjarke Mogensen i The Piazzolla Orchestra, som har optrådt i flere lande - fra Tivolis Koncertsal over Bergen Festspillene i Norge til Parallels Festivalen i Rusland. 

## Danish Piano Duo
Danish Piano Duo udgøres af to af Danmarks mest prisbelønnede unge koncertpianister Rikke Sandberg og Tanja Zapolski. Tanja og Rikke har siden teenageårene optrådt sammen både firhændigt og på to klaverer i musikforeninger og andre klassiske koncertsteder.
De to har jævnligt spillet klaverkoncerter med forskellige symfoniorkestre. Senest Mozarts og Poulencs koncerter for to klaverer med Copenhagen Phil.
Rikke Sandberg og Tanja Zapolski har udgivet flere cd’er. Senest »The Piano Duo Symbiosis« med musik for to klaverer af Schubert, Dvorak, Sjostakovitj, Bernstein og Piazzolla.

## Andre Konstellationer
Duo Z med violinisten Anja Zelianodjevo. Prismodtager ved P2 Kammermusikkonkurrencen.
Duo med cellisten Toke Møldrup 2000-2010.

## Lærere
- Professor Dina Yoffe, 2003-2004
- Docent Amalie Maling, 2001-2008
- Docent Anne Øland, 1992-2001
- Natalia Kolesnik, 1987-1992
- Timer hos bl.a. V.Krainev, D. Bashkirov, Leif Ove Andsnes, og S. Suchanov

## Priser og legater
- Jacob Gades Legat
- Victor Borge Prisen i 2004
- Den Danske Frimurerordens Pris
- Sonningstipendiet
- Gladsaxe Musikpris 2008.[6]
- Wilhelm Hansens Pris

## Konkurrencer
- 1. Præmie International Competition for Young Performers i 2001.
- 1. Præmie i Steinway-konkurrencen i 1994, 1995, og 1997,[32]
- 1. Præmie Nordens Talent 1997 i Oslo (ved en direkte tv-transmission i hele Skandinavien).
- 2. Præmie Greta Eriksens Nordiske Klaverkonkurrence i 2000.
- Finalist i den nordiske konkurrence Solofoni Priset 2003
- Guldmedalje i Berlingske musikkonkurrence
- Vandt International Competition for Young Performers i 2001 i USA